# حمد محمود الدوخي

حمد محمود محمد الدوخي (23 مارس 1974)، هو شاعر عراقي من  مدينة الشرقاط، دكتور وأستاذ في فلسفة الادب العربي الحديث، وعضو اتحاد الادباء والكتاب في العراق،

## الإصدارات
1.	(عذابات) شعر ، دار الشؤون الثقافية في بغداد -2002 .
2.	(ORGUEIL DES ANNEES TRES IRAKINNES’L) مجموعة شعرية مشتركة مترجمة إلى الفرنسية ، دار الكاتب العربي في الجزائر -2002 .
3.	(شعراء من العراق) ملف عن الشعر العراقي البحرين _ 2004 .
4.	(أحزان عراقية) مجموعة شعرية مشتركة، دار الصدى، الإمارات – 2005 .
5.	(A LAS ORILLAS DEL TIGRIS) مجموعة شعرية مشتركة ترجمت إلى الاسبانية، كاركاس_ فنزويلا 2006.
6.	(مفاتيح لأبواب مرسومة) شعر، اتحاد الكتاب العرب، دمشق2007 .
7.	المونتاج الشعري، دراسة نقدية ، اتحاد الكتاب العرب، دمشق 2009.
8.	الأسماء كلها، شعر، دار ديوان المسار، بيروت_ دبي 2009.
9. جماليات الشعر والمسرح والسينما في القصة العراقية القصيرة / دراسة نقدية / عن وزارة الثقافة السورية.

## كتب تحت الطبع
1.	عذابات الصوفيِّ الأزرق / مختارات شعرية
2 _ سيمياء النص العراقي / دراسات نقدية.
إصدارات قدَّمها :
```
    1.  راجع وقدَّم أنطلوجيا الشعر الروماني المعاصر والتي صدرت عن وزارة الثقافة الرومانية ببخارست.
    2.  حرَّر وقدّم الدراسة المقارنة الهامة (غوتة والعالم العربي) للبروفيسورة كاتارينا مومزن أستاذة 
        الأدب الألماني بجامعة ستانفورد الأمريكية، دار المسار بيروت_دبي 2009.
    3.  حرَّر وقدَّم (دافئة الحنان كانت زليكن) للكاتب الألماني (زيغفرد لنتس) وهي مجموعة حكايات من الأدب             .        لفنطازي الألماني، دار المسار بيروت_دبي 2009.
```

جوائز فاز بها :
•	لقِّب بـ(شاعر الجامعة) لفوزه المستمر _ حتى تخرجه _ بالجائزة الأولى بمسابقة جامعة الموهب الإبداعية السنوية للفنون.
•	فاز بالجائزة الثانية بمسابقة شعراء العراق الشباب عن قصيدته (من مزاغل البوح).
•	فاز بالجائزة الثانية بمسابقة دار ديوان شرق_غرب البرلينية عن ديوانه (الأسماء كلها).
- فاز بجائزة الدولة (الإبداع) التي تنظمها وزارة الثقافة العراقية فرع النقد الأدبي عن كتابه (المونتاج الشعري) 2011
- فاز بالجائزة الأولى من بين 659 شاعراً من عموم الوطن العربي بمسابقة أجمل قصيدة في عن الأم التي نظمتها بلندن قناة المستقلة الفضائية.

كتب مخطوطة:
•	أالدفوف والمرايا / مجموعة مقالات نقدية
•	من أغنيات وضاح / مجموعة شعرية للأطفال.